# Verbo intransitivo
En sintaxis, un verbo intransitivo es aquel que no tiene la propiedad de la transitividad, es decir, que no puede llevar asociado ni objeto directo ni objeto indirecto. En la práctica, en muchos idiomas los verbos típicamente intransitivos se pueden convertir en transitivos fácilmente, por ejemplo:
- El atleta corre rápido. (intransitivo)
- El atleta corre un maratón. (transitivo)

Por lo general, los verbos intransitivos expresan términos meteorológicos, procesos involuntarios, estados, funciones corporales, movimiento, acciones en proceso, pensamientos, sensaciones y emociones.: 54–61 

## Ejemplos en español
En las siguientes oraciones aparecen verbos intransitivos, por tanto sin objeto directo ni indirecto:
- Yo estornudo.
- Mi perro corría.
- ¡Has crecido desde la última vez que te vi!.

En las siguientes oraciones aparecen verbos transitivos (los cuales exigen uno o más objetos):
- Nosotros vimos una película ayer por la noche.
- Ella está comiendo palomitas.
- En cuanto dije eso, mi hermana me abofeteó.
- Santa Claus me dio un regalo.

Algunos verbos permiten objetos pero no siempre los exigen, por tanto pueden ejercer la función de verbo transitivo en unas oraciones y de verbo intransitivo en otras:
| Intransitivo                                 |  | Transitivo                                             |
| -------------------------------------------- |  | ------------------------------------------------------ |
| Ha llovido.                                  |  | Ha llovido 40 litros.                                  |
| En cuanto terminó la carrera, vomitó.        |  | En cuanto terminó la carrera, vomitó el desayuno.      |
| El agua se evapora cuando está caliente.     |  | El calor evapora el agua.                              |
| Él ha estado cantando todo el día.           |  | Él ha estado cantando la misma canción todo el día.    |
| ¡Has crecido desde la última vez que te vi!. |  | ¡Has crecido un montón desde la última vez que te vi!. |

## Operaciones de cambio de valencia
La valencia, o cantidad de argumentos de un verbo, está relacionada con la transitividad. Mientras la transitividad de un verbo solo tiene en cuenta los objetos de este, la valencia de un verbo incluye todos los argumentos que toma el verbo, incluyendo tanto al sujeto como a todos los complementos verbales (que no acompañarían a un verbo intransitivo).
Es posible que al cambiar la transitividad de un verbo, se cambie su valencia.

## Intransitividad y voz pasiva
En lenguas que poseen una voz pasiva, un verbo transitivo en voz activa se vuelve intransitivo en voz pasiva. Por ejemplo:
David abrazó a María.
En esta oración, "abrazó" es un verbo transitivo que toma a "María" como su objeto. La oración se puede convertir a pasiva con el objeto directo María como sujeto gramatical:
María fue abrazada.
Este cambio, que se conoce como promoción del objeto, es una construcción que al estar en voz pasiva no puede tomar ningún objeto directo. A la oración pasiva se le podría añadir un agente:
[*]María fue abrazada por David.
Pero no se le puede añadir un objeto directo aceptado por fue abrazada. Por ejemplo, sería agramatical decir "María fue abrazada su hija" para expresar que María y su hija compartieron un abrazo.
En algunas lenguas los verbos intransitivos pueden aceptar construcciones pasivas. En inglés, se pueden pasivizar los verbos intransitivos con un sintagma preposicional, como en, The houses were lived in by millions of people.
Algunas lenguas, como el neerlandés, poseen una voz pasiva impersonal, que permite que un verbo intransitivo se transforme en voz pasiva sin la necesidad de un sintagma preposicional. En alemán, una oración como "Los niños duermen" puede transformarse en pasiva y eliminar el sujeto dando lugar a "Es dormido". Sin embargo, en estos casos no es posible añadir un agente como "... por los niños".
En lenguas con un orden oracional ergativo-absolutivo, la voz pasiva (en la que el objeto de un verbo transitivo se transforma en el sujeto de un verbo intransitivo) todo esto no tiene sentido, porque el sintagma asociado al verbo intransitivo está marcado como el objeto, y no como el sujeto. En lugar de eso, estas lenguas presentan a menudo una voz antipasiva. En este contexto, el "sujeto" de un verbo transitivo se transforma en el "objeto" del correspondiente verbo intransitivo. En el contexto de las lenguas nominativo-acusativas como el inglés, está transformación no tiene sentido, ya que los verbos intransitivos no exigen objeto, tan solo sujeto, tales sujetos ejercen como tal tanto en la construcción transitiva ("Yo" en "Yo le abracé") como en la construcción pasiva intransitiva ("Yo fui abrazado por él").  Sin embargo, en una lengua ergativo-absolutiva como en lengua dyirbal (lengua australiana), "Yo" en la construcción transitiva "Yo le abracé" aparecería en caso ergativo, pero el "Yo" en "Yo fui abrazado" aparecería en absolutivo, de esta manera, por analogía, la construcción antipasiva más cercana se parecería a "*Me fui abrazado". De ese modo en este ejemplo, el ergativo se transforma en absolutivo, y el agente, que aparece formalmente marcado por el absolutivo, desaparece para formar la voz antipasiva (o aparece marcado de forma diferente, de la misma forma que en la voz pasiva del se puede especificar el agente usando por él en Yo fui abrazado por él —por ejemplo, en lengua dyirbal aparece el agente en caso dativo, y en vasco el agente mantiene el caso absolutivo).

## Ambitransitividad
En muchas lenguas, hay verbos "ambitransitivos", estos pueden comportarse tanto como transitivos como intransitivos. Por ejemplo, en inglés play es ambitransitivo (puede ser intransitivo y transitivo), puesto que es gramatical decir His son plays ['Su hijo juega'], y también decir His son plays guitar ['Su hijo toca la guitarra']. El inglés es bastante flexible en cuanto a la valencia verbal, y por lo tanto tiene un gran número de verbos diatransitivos; otras lenguas son más rígidas y precisan operaciones de cambio de valencia explícitas gramaticalmente (en la voz, en su morfología, etc.) para transformar un verbo de intransitivo a transitivo o viceversa.
En algunos verbos ambitransitivos, llamados verbos ergativos, se intercambia la disposición de los argumentos sintácticos con los papeles temáticos. Un ejemplo de esto lo encontramos en el verbo "break" en inglés.
(1) He broke the cup.
(2) The cup broke.
En (1), el verbo es transitivo, y el sujeto es el "agente" de la acción, es decir, el que ejecuta la acción de romper la taza. En (2), el verbo es intransitivo, y el sujeto es el "paciente" de la acción, es decir, el que es afectado por la acción, no el que la ejecuta. En efecto, el paciente es el mismo en ambas oraciones, y en la oración (2) hay un ejemplo implícito de lo que es la voz media. A este fenómeno se le denomina "anticausatividad".
Otros verbos intransitivos que presentan esta alternancia en inglés son "change" y "sink".
En las lenguas románicas, se conoce a estos verbos como "pseudo-reflexivos", porque están marcados del mismo modo que los verbos reflexivos, con la partícula clítica "se". Compara los siguientes ejemplos (en español):
(3a) La taza se rompió.
(3b) El barco se hundió.
(4a) Ella se miró en el espejo.
(4b) El gato se lava.
Las oraciones (3a) y (3b) muestra las construcciones pseudo-reflexivas en lenguas románicas, que se corresponden en inglés con construcciones que presentan alternancia intransitiva. Como en The cup broke, se construyen intrínsecamente sin agente, su estructura profunda ni acepta, ni es capaz de contener uno. La acción no es reflexiva (como en (4a) y (4b)) porque no es ejecutada por el sujeto; simplemente les ocurre. Por consiguiente, no es lo mismo que la voz pasiva, en la que aparece un sintagma verbal intransitivo, pero en la que hay un agente implícito (que se puede hacer explícito usando un complemento verbal):
(5)The cup was broken (by the child).
(6)El barco fue hundido (por piratas). ("The boat was sunk (by pirates).")
Otros verbos ambitransitivos, como eat, no presentan este tipo de alternancia; el sujeto siempre es el agente de la acción, y el objeto es simplemente opcional. Muy pocos verbos presentan ambas variantes a la vez, como read: compara I read, I read a magazine, y this magazine reads easily.
Algunas lenguas como el japonés tienen diferentes formas de algunos verbos para mostrar la transitividad. Por ejemplo, hay dos formas del verbo "empezar":
(7) 会議が始まる。 (Kaigi ga hajimaru. "El mitin comienza.")
(8) 会長が会議を始める。 (Kaichō ga kaigi o hajimeru. "El presidente empieza el mitin.")
En japonés, la forma del verbo indica el número de argumentos que precisa la oración.

## Verbos inergativos e inacusativos
En algunas lenguas tiene especial sentido clasificar los verbos intransitivos en:
- inacusativos cuando el sujeto no es un agente; es decir, que no inicia de manera activa la acción verbal (por ejemplo: "die", "fall").
- inergativos cuando presentan un sujeto agente (por ejemplo: "run", "talk", "resign").

En algunos casos, esta distinción queda reflejada gramaticalmente, por ejemplo cuando deben usarse diferentes verbos auxiliares para cada categoría.

## Objeto interno o cognado
En muchas lenguas, como inglés o español, muchos verbos intransitivos pueden tomar un objeto interno o cognado. [cita requerida] Son objetos formados por la misma raíz que los verbos en sí; como por ejemplo el verbo soñar, que es normalmente intransitivo, aunque se puede decir, Él soñó un sueño horrible, para expresar de manera acortada que Él soñó, y que su sueño fue horrible.